# Pachystachys coccinea
Pachystachys coccinea là một loài thực vật có hoa trong họ Ô rô. Loài này được (Aubl.) Nees mô tả khoa học đầu tiên năm 1847.

## Hình ảnh

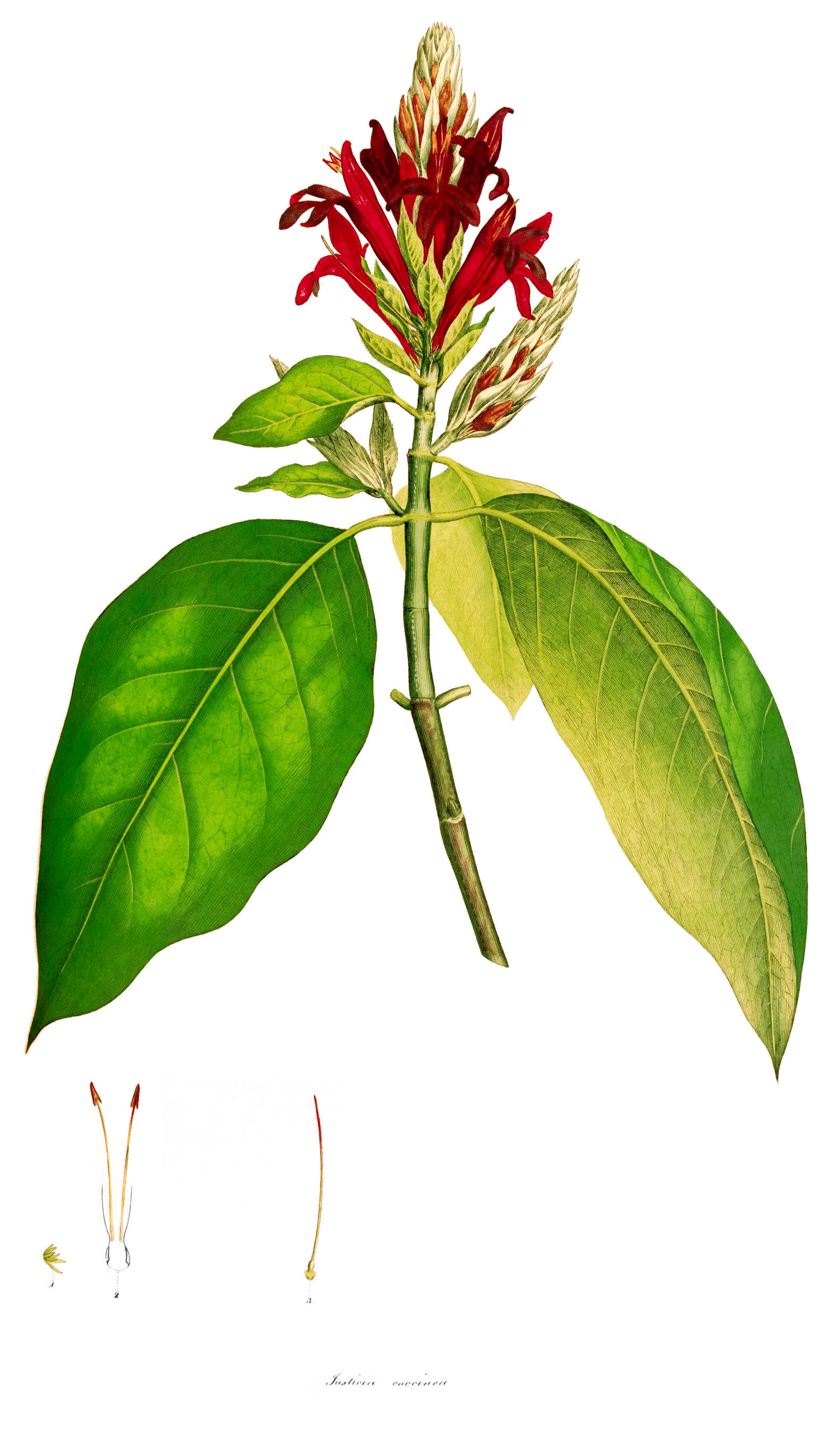
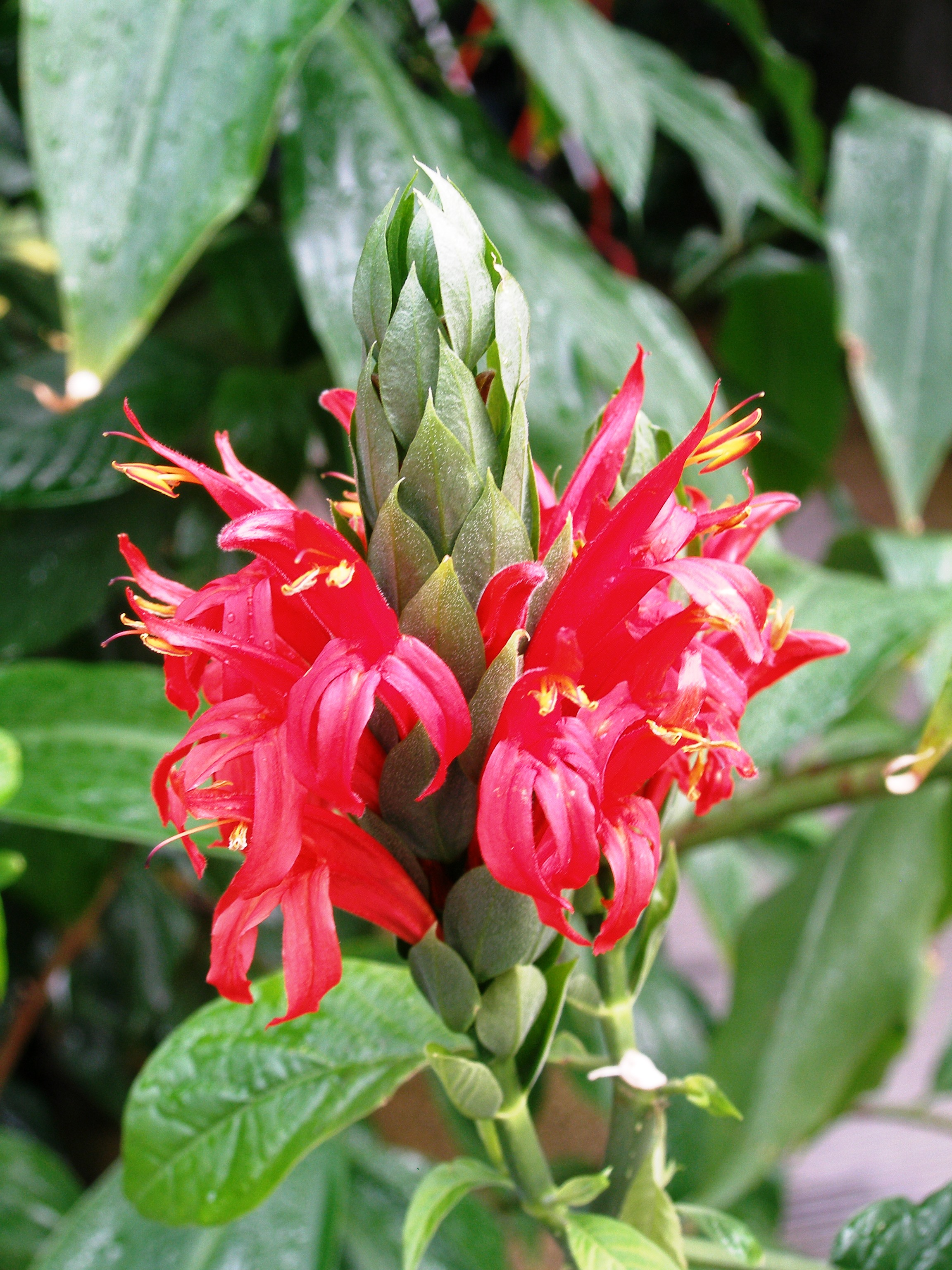
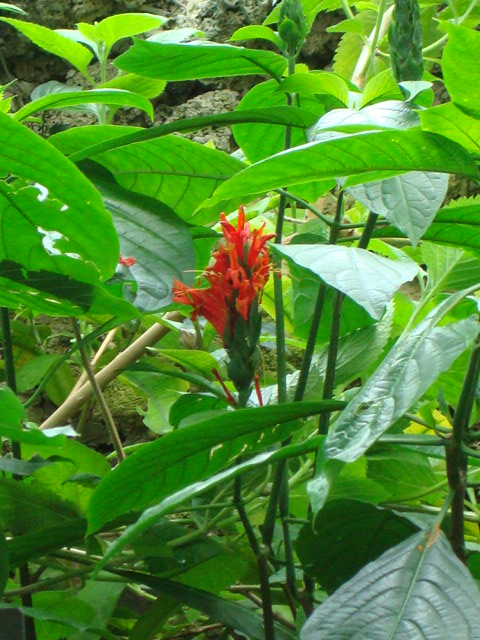